# 비비씨 (기업)
비비씨(BBC Inc.)는 대한민국의 미세 칫솔모 기업이다.본사는 대전광역시 대덕구 문평동로25에 위치해 있으며 대표이사는 강기태이다.

## 상장
2020년 9월 21일에 주관사를 미래에셋대우로 공모가 30,700원에 코스닥 시장에 상장하였다.

## 참고문헌
1. ↑  비비씨, 글로벌 칫솔 시장 성장의 수혜자-대신증권, Fn뉴스, 2023.06.14
2. ↑  비비씨, 국내 1위 미세 칫솔모 기업…고령인구 증가로 시장 확대 기대-대신, 이데일리, 2023-06-14